# Килџојс
Килџојс (енгл. Killjoys) канадска је телевизијска серија коју је створила Мишел Ловрета за Space. Прати трио ловаца на главе — Дач (Хана Џон Камен), Џонија (Арон Ешмор) и Д’авина (Лук Макфарлан).
Приказивана је од 19. јуна 2015. до 20. септембра 2019. године. Добила је позитивне рецензије критичара и освојила неколико награда, као што су Канадске награде екрана и награде Аурора.

## Улоге
| Глумац         | Улога          |
| -------------- | -------------- |
| Хана Џон Камен | Дач Јардин     |
| Арон Ешмор     | Џони Џакобис   |
| Лук Макфарлан  | Д’авин Џакобис |

## Епизоде
| Сезона | Сезона | Епизоде | Епизоде | Оригинално емитовање | Оригинално емитовање |
| Сезона | Сезона | Епизоде | Епизоде | Премијера            | Финале               |
| ------ | ------ | ------- | ------- | -------------------- | -------------------- |
|        | 1.     | 10      | 10      | 19. јун 2015.        | 21. август 2015.     |
|        | 2.     | 10      | 10      | 1. јул 2016.         | 2. септембар 2016.   |
|        | 3.     | 10      | 10      | 30. јун 2017.        | 1. септембар 2017.   |
|        | 4.     | 10      | 10      | 20. јул 2018.        | 21. септембар 2018.  |
|        | 5.     | 10      | 10      | 19. јул 2019.        | 20. септембар 2019.  |